# زمان دزدی
زمان دزدی (به انگلیسی: Stealing Time) فیلمی محصول سال ۲۰۰۱ و به کارگردانی مارک فوسکو است. در این فیلم بازیگرانی همچون پیتر فاسینلی، جنیفر گارنر، شارلوت آیانا، ایتان امبری، اسکات فولی و جف اندرسون ایفای نقش کرده‌اند.